# André Lagarde

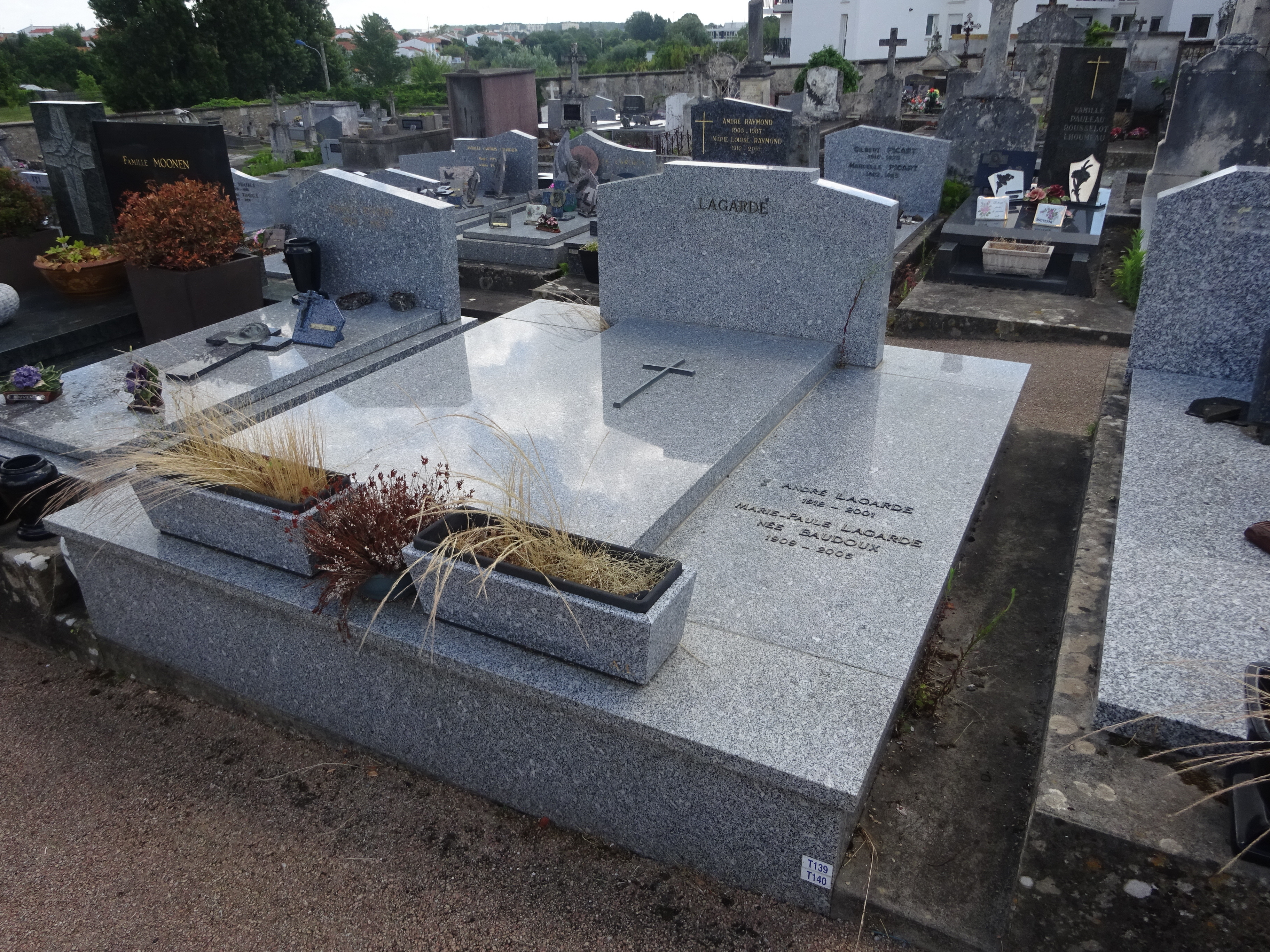
Grab im "Cimetière des tilleuls de Royan" (2023)

André Lagarde (* 13. Oktober 1912 in Touille, Haute-Garonne; † 19. November 2001 in Neuilly-sur-Seine) war ein französischer Literarhistoriker und Schulbuchautor.

## Leben und Werk
Lagarde ging in Toulouse zur Schule, bestand 1938 die Agrégation de lettres und kehrte als Gymnasiallehrer an seine Schule zurück. Ab 1943 unterrichtete er in Saint-Germain-en-Laye, dann in Paris am Lycée Buffon und am Lycée Louis-le-Grand. 1969 wurde er Inspecteur général des Unterrichtswesens.
Zusammen mit Laurent Michard (der in Toulouse sein Kollege war) schuf er (für den Schulgebrauch) von 1948 bis 1962 in 6 Bänden die berühmteste und meistverkaufte Literaturgeschichte Frankreichs, den „Lagarde et Michard“, der, als Antwort des Verlags Bordas auf den „Castex-Surer“ (von Pierre-Georges Castex und Paul Surer) des Verlags Hachette, die reich bebilderte Verbindung von Biographie und Anthologie (mit Kommentar) ausbaute. Das Werk erlebte zahlreiche Auflagen bis in die Gegenwart. Zwar wurde es ab 1992 nicht mehr als Schulbuch benutzt, doch war es zu diesem Zeitpunkt längst zum Klassiker und Selbstläufer geworden.

## Werke (mit Laurent Michard)
- Moyen Age, Paris 1948
- XVIe siècle, Paris 1949
- XVIIe siècle, Paris 1951
- XVIIIe siècle, Paris 1953
- XIXe siècle, Paris 1955
- XXe siècle, Paris 1962 (unter Mitarbeit von Raoul Audibert, Henri Lemaître und Thérèse Van der Elst)